# Comuna Novîna, Korosten
Novîna (în ucraineană Новинська сільська рада) este o comună în raionul Korosten, regiunea Jîtomîr, Ucraina, formată din satele Novîna (reședința), Oleksandrivka și Rudnea.

## Demografie
Componența lingvistică a comunei Novîna
     Ucraineană (97,66%)
     Română (2,1%)
     Alte limbi (0,23%)
Conform recensământului din 2001, majoritatea populației comunei Novîna era vorbitoare de ucraineană (97,66%), existând în minoritate și vorbitori de română (2,1%).